# Université Lille-II
Cet article concerne l'Université Lille-II ayant existé entre 1970 et 2017. Pour l'université unifiée, voir Université de Lille.
L'Université Lille-II était l'une des trois universités publiques françaises qui formaient l'organisation universitaire de Lille (Métropole européenne de Lille, Hauts-de-France) entre 1970 et 2017. Elle s'est également provisoirement appelée Université de Lille, droit et santé pour amorcer la réunification (mais ce dernier nom n'était pas officiel et n'apparait pas dans les décrets). 
Membre de la COMUE Lille Nord de France, elle était issue des anciennes facultés de droit, médecine et pharmacie de l’université de Lille, héritière de l'université de Douai créée en 1559.
L'université Lille-II était pluridisciplinaire : droit, santé, science politique, gestion et sport. Elle regroupait six unités de formation et de recherche (UFR) : la faculté des sciences juridiques, politiques et sociales, la faculté de médecine, la faculté des sciences pharmaceutiques et biologiques, la faculté de chirurgie dentaire, la faculté des sciences du sport et de l'éducation physique et la faculté de finance, banque, comptabilité (anc. ESA). Elle comprenait aussi des IUT (IUTC) et IUP qui étaient décentralisés à Roubaix, et le Service de formation permanente (SFP) qui se trouvait à proximité du CHRU de Lille. L'Institut d'études politiques de Lille (Sciences-Po Lille), situé alors à Lille-Moulins, était un établissement rattaché à cette université.
Elle s'est réunifiée avec les universités Lille-I et Lille-III en 2018 pour former une seule grande Université de Lille pluridisciplinaire de 70 000 étudiants.

## Histoire

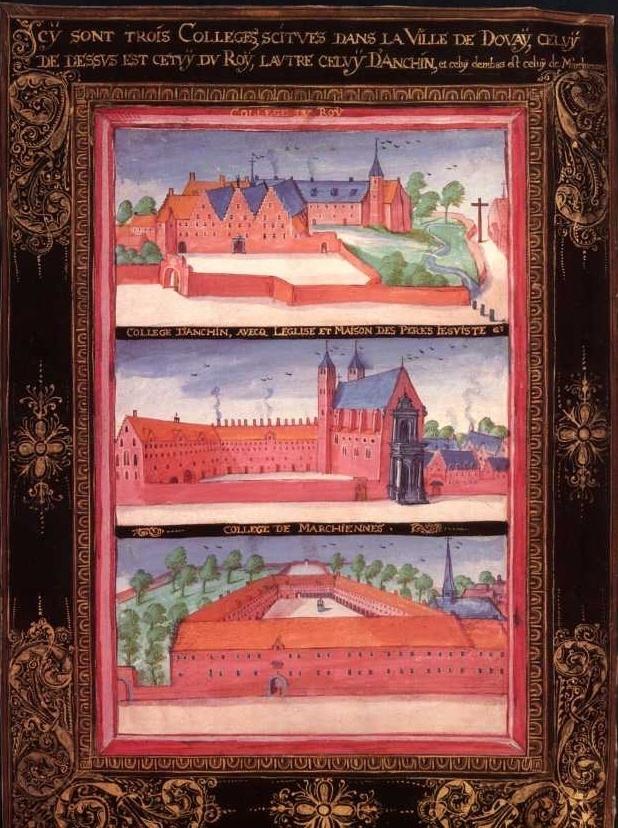
Université de Douai (1559-1795).

Premier logo Lille-II, jusqu'en août 2014.

Initialement autorisée en 1559 à Douai par les papes Paul IV et Pie IV dans la mouvance de la Contre-Réforme et du Concile de Trente, créée effectivement par Philippe II d'Espagne (d'abord les facultés de droit, puis celle de médecine et des Arts), l'organisation médiévale primitive rayonne jusqu'à la Révolution française qui fit disparaître les facultés. Progressivement réorganisée, elle s'implante à Lille en 1885/86. L'université de Lille comprend alors les quatre grandes composantes : droit, lettres, médecine et sciences. Les premiers bâtiments de la faculté de médecine et de pharmacie de Lille sont inaugurés par Jules Ferry le 24 avril 1874, prenant la suite de l'école de préparation à la pharmacie créée en 1805.
Les principaux locaux de recherche de la faculté de médecine et de pharmacie sont construits à l’angle de la rue Jean-Bart et de la rue de Valmy, face à la place Philippe-Lebon. Les travaux, confiés à l’architecte Carlos Batteur, se sont déroulés de 1876 à 1892. 
Ensuite vint une nouvelle forme de l'université en 1970 (application de la réforme de 1968), avec l'éclatement en trois structures universitaires distinctes, dont Lille 2. Son siège social se trouve alors rue Paul-Duez (Constitutionnaliste de renom, ancien doyen de la faculté de droit de Lille). Elle compte 1 800 personnels (dont 1 000 enseignants et enseignants-chercheurs permanents) pour 22 000 étudiants/ans (formation initiale), répartis sur une vingtaine de sites, cette multipolarité n'étant pas sans poser des problèmes de synergie, ajoutés « au mariage de la carpe et du lapin » (rapport d'évaluation - 1995) que constitue la cohabitation de deux pôles distincts : droit et santé. Elle aura cependant perdu, dans la dernière décennie du XXe siècle, le contrôle de deux unités excentrées (son antenne de Boulogne-sur-Mer et l'IUT de Lens). Son président est, entre le 19 avril 2012 et la réunification de 2018, le professeur Xavier Vandendriessche, agrégé des facultés de droit.
Au 1er janvier 2018, Lille-II fusionne avec Lille-I et Lille-III pour former l'Université de Lille.

### Chronologie de la santé
- 1562 : inauguration de l’université de Douai, à 30 km de Lille, autorisée par une bulle du pape Paul IV le 31 juillet 1559 et comprenant les facultés de théologie, droit canon, droit civil, médecine et arts
- 1705 : création de l'école royale de chirurgie de Lille
- 1793 : décret de la Convention nationale du 15 septembre 1793, article 3 ordonnant la suppression des collèges et des facultés
- 1805 : création de l'école préparatoire de médecine de Lille
- 1854 : décret du 12 août 1854 instituant l'école préparatoire de médecine et de pharmacie de Lille
- 1875 : décret du 2 novembre 1875 où l'école préparatoire de médecine et de pharmacie est transformée en faculté mixte de médecine et de pharmacie de Lille
- 1896 : loi du 10 juillet 1896 transformant les « corps de facultés » en universités (établissement de l’université de Lille)
- 1970 : subdivision de l'université de Lille en trois entités autonomes, à la suite de la loi Faure du 12 novembre 1968. Les facultés de droit et de médecine et pharmacie forment l'université du droit et de la santé (Lille 2).
- 2018 : Dissolution de Lille 2 au sein de l'Université de Lille qui absorbe ses structures dédiées à la santé.

### Chronologie du droit
- 1562 : inauguration de l’université de Douai, à 30 km de Lille, autorisée par une bulle du pape Paul IV le 31 juillet 1559 et comprenant les facultés de théologie, droit canon, droit civil, médecine et arts
- 1793 : décret de la Convention nationale du 15 septembre 1793, article 3 ordonnant la suppression des collèges et des facultés
- 1865 : décret  du 28 avril 1865 rétablissant la faculté de droit de Douai
- 1887 : décret du 22 octobre 1887 transférant de Douai à Lille la faculté de droit, qui est installée dans les locaux de la faculté mixte de médecine et de pharmacie de Lille
- 1896 : loi du 10 juillet 1896 transformant les « corps de facultés » en universités (établissement de l’université de Lille)
- 1970 : subdivision de l'université de Lille en trois entités autonomes, à la suite de la loi Faure du 12 novembre 1968. Les facultés de droit et de médecine et pharmacie forment l'université du droit et de la santé (Lille 2)
- 1995 : la nouvelle faculté de Droit prend place sur le site rénové de l'
ancienne filature Leblan, rue de Trévise-place Déliot.
- 2018 : Dissolution de Lille 2 au sein de l'Université de Lille qui absorbe ses structures dédiées au droit.

### Présidence
| Identité                                 | Période | Période | Durée |
| Identité                                 | Début   | Fin     | Durée |
| ---------------------------------------- | ------- | ------- | ----- |
| Henri Warembourg (1905 - 1993)           | 1971    | 1976    | 5 ans |
| Etienne Cuingnet (d) (1927 - 2021)       | 1976    | 1981    | 5 ans |
| Jacques Vanlerenberghe (d) (1921 - 2009) | 1981    |         |       |
| José Savoye (d) (né en 1942)             | 1989    | 1994    | 5 ans |
| Jean Léonardelli (d) (né en 1935)        | 1994    | 1997    | 3 ans |
| José Savoye (d) (né en 1942)             | 1999    | 2004    | 5 ans |
| Christian Sergheraert (d) (né en 1945)   | 2004    | 2012    | 8 ans |
| Xavier Vandendriessche (d) (né en 1961)  | 2012    | 2018    | 6 ans |

## Composantes en 2017

### UFR de droit
En 2017, la faculté des sciences juridiques, politiques et sociales de Lille II se situe dans le quartier Moulins au sud-ouest de Lille. Depuis sa création au XVIe siècle, la faculté a beaucoup voyagé : de Douai, où elle prospérait initialement jusque Lille. Installée en 1895 rue Angelier (les locaux existent encore), elle déménage en 1949 rue Paul Duez (siège actuel de l'université), avant d'émigrer en 1975 à Pont-de-bois à Villeneuve-d'Ascq. Enfin, en 1995 il est décidé que la nouvelle faculté de Droit de Lille-Moulins prendra place sur le site rénové de l'ancienne filature Leblan, place Déliot. 
L'amphithéâtre de prestige est dédié à René Cassin, qui enseigna comme professeur de droit à Lille. 
Il existe une antenne de la faculté à Cambrai. L'autre antenne, qu'elle animait à Boulogne-sur-Mer, a été absorbée par la création de l'université du Littoral basée à Dunkerque. 
La faculté dispose de son propre département de formation continue. 
On y trouve divers instituts : criminologie - IEJ (études judiciaires), ICEU (construction, environnement et urbanisme), Institut de préparation à l'administration générale. La faculté abrite en outre l'École supérieure des affaires de Lille, le CRFPB (Centre régional de formation professionnelle des barreaux), l'IST (Institut des sciences du travail), ainsi que des laboratoires de recherches, tels que le Centre Demogue, Le Centre d'Histoire Judiciaire, le CERAPS (Centre d'Études et de Recherches Administratives, Politiques et Sociales (UMR 8026 CNRS)) ou l'IREENAT (Institut de recherches sur l'évolution de l'environnement des activités transnationales).
Les effectifs : environ 7 000 étudiants et 600 enseignants titulaires dont 140 enseignants-chercheurs.
L'offre de formation initiale : la faculté a adopté le cursus LMD. Elle propose une "Licence Droit" qui se décline sous deux parcours (Parcours Droit et parcours systèmes juridiques de l'Union Européenne (droits comparés des pays membres de l'UE), une licence "Administration Economique et Sociale (AES)", une "Licence Science Politique", une  capacité en droit, de multiples  masters (Science politique, Droit privé, Droit public, Droit des affaires, etc.) jusqu'au doctorat. Par ailleurs, la faculté propose une filière professionnelle : licence (Management des petites et moyennes entreprises; Transport) ; master (Droit des activités transnationales; Défenses et sécurité nationales et européennes; Droit de l'entreprise, etc.). Elle propose également un parcours complet en Science politique.
L'offre de formation continue :
- Licence et Master droit
- Diplômes d'université (DU) : droit du travail, propriété industrielle et nouvelles technologies, droit des assurances
- Préparation au concours d'entrée dans les IEP

La recherche (Une école doctorale  et cinq laboratoires, parties prenantes du Collège Doctoral Européen Lille - Nord-Pas-de-Calais) : 
- Centre de recherches d'histoire judiciaire (Serge Dauchy);
- Centre d'études et de recherches administratives, politiques et sociales (CERAPS) (Pr. Jean-Gabriel Contamin) ;
- Centre Droits et perspectives du droit (CRDP, EA n°4487) (Pr Gaël Chantepie, Fabienne Péraldi-Leneuf)
- Groupe d'études et de recherches en management des entreprises (Pr Éric Debodt);
- Centre d'analyse de la décision et de la réglementation économique (Pr Armand-Denis Schor);

### UFR de médecine

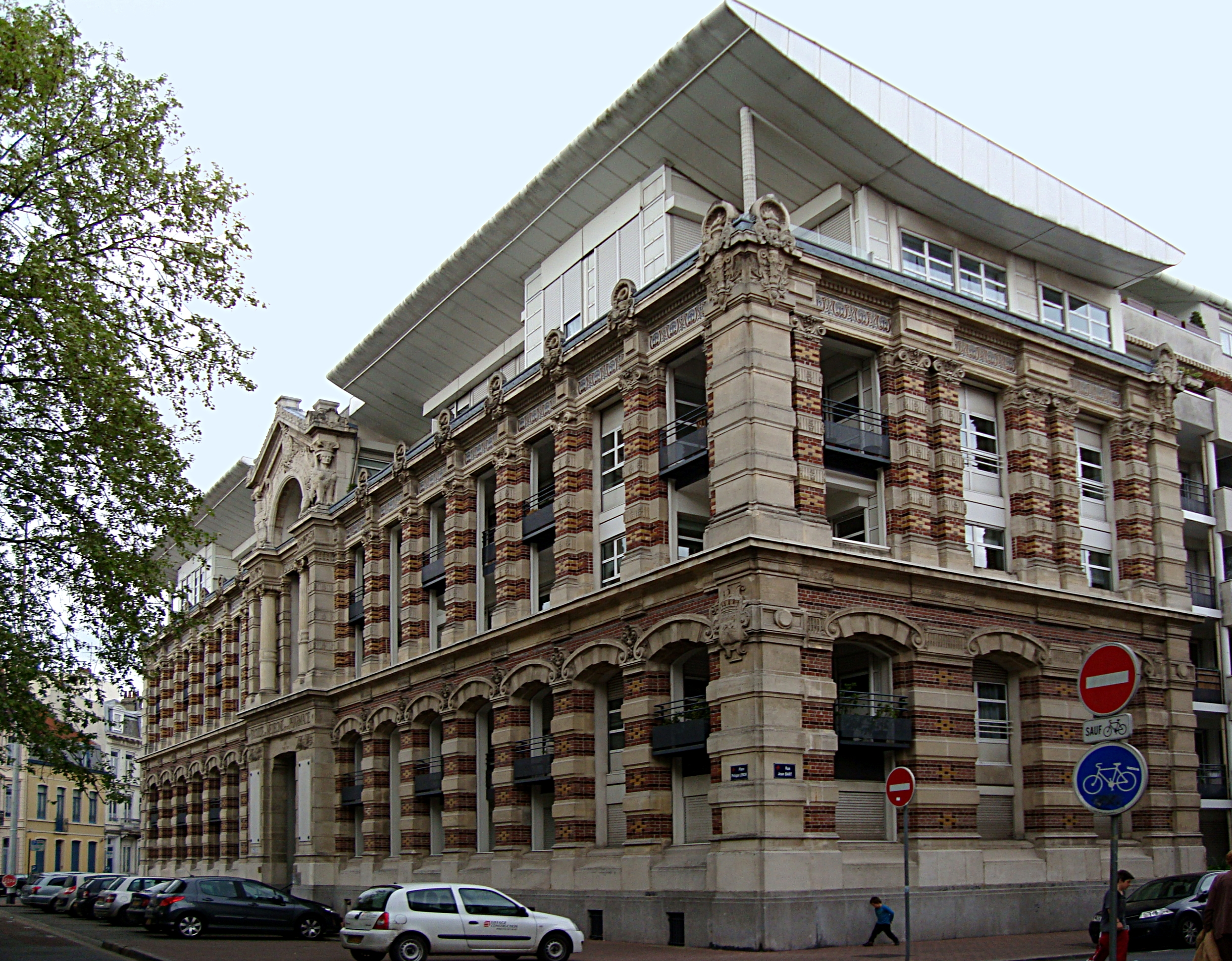
Université de Lille, ancienne faculté mixte de médecine et de pharmacie (1892-1954).

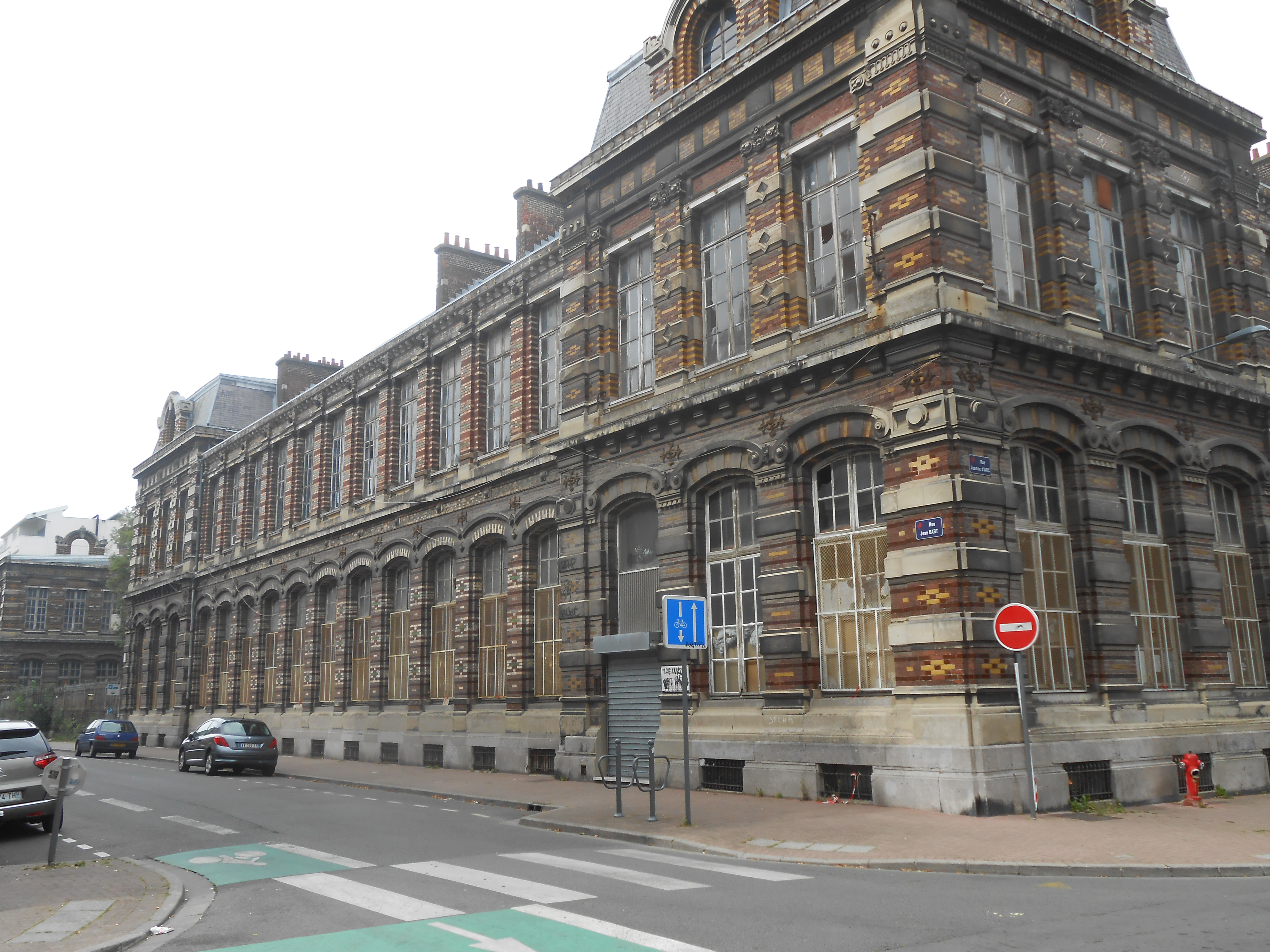
Facultés de Lille, rue Jean-Bart.

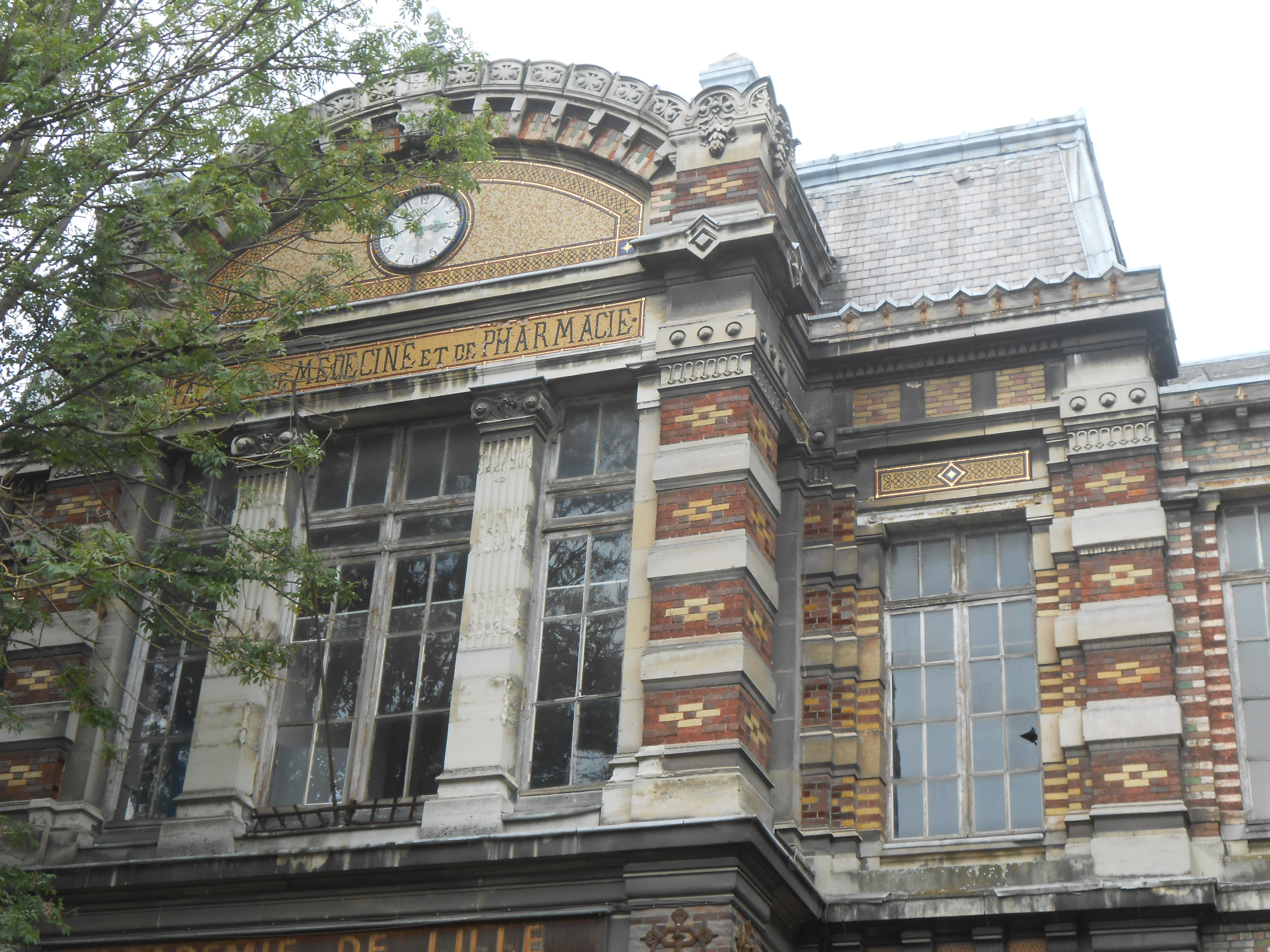
Fronton de la faculté de médecine et de pharmacie (1874), rue Jean-Bart (Lille).

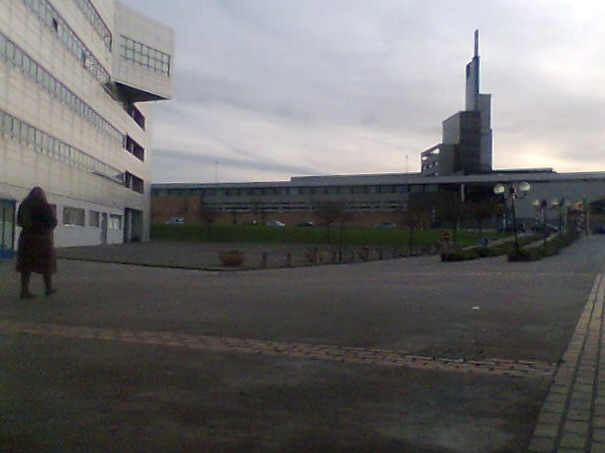
Faculté de médecine, pôle formation, depuis l'hôpital Jeanne de Flandre.

La faculté de médecine Henri Warembourg de Lille II est le produit d'une longue histoire entamée à Douai en 1570 et qui commence à Lille par une École royale de Chirurgie à partir de 1705, transformée en une école de médecine mise en place par la municipalité de Lille en 1805 ; mais l'étape décisive du développement lillois est la création en 1874 de la faculté mixte de médecine et de pharmacie, implantée rue Jean-Bart et inaugurée par Jules Ferry le 24 avril 1874. Celle-ci finira par émigrer à la nouvelle cité hospitalière, à l'est de Lille, achevée en 1951-1953. Elle s'y trouve encore en 2017, sur le campus du Centre hospitalier régional universitaire de Lille (CHRU), mais occupe de nouveaux locaux depuis 1996, signés de l'architecte Gilles Neveux, inaugurés par Jacques Chirac, et dédiés à l'un de ses anciens doyens, également premier président de l'université de Lille II, le professeur Warembourg. En 1981, l'Institut d'orthophonie Gabriel-Decroix de Lille est rattaché à la faculté de médecine.
En 2017, la faculté se divise en deux pôles : le pôle recherche faisant face à l'hôpital Claude Huriez et le pôle formation où sont formés les jeunes médecins. L'administration de la faculté se situe au pôle formation et rue Paul Duez au centre de Lille.  
Les effectifs : Étudiants : 11 000 étudiants  et 550 personnels (dont 287 enseignants-chercheurs)
La faculté assure la formation initiale et la formation continue des médecins, et contribue à la formation des autres professionnels de santé, et à la recherche médicale fondamentale et clinique.
Son doyen est le professeur Didier Gosset depuis janvier 2010, remplaçant le professeur Jean-Paul Francke.
La Recherche (dix-sept laboratoires) :
- Les Laboratoires universitaires de recherche médicale,
- Le CERIM (Centre d'études et de recherche en informatique médicale),
- Le Laboratoire EVALAB,
- Le Laboratoire SIMED,
- L'Institut Fédératif de Recherches IFR n°22 "Biologie et Pathologie des Régulations Cellulaires",
- L'Unité 459 INSERM,
- L'ADR n°7 INSERM (Administration Déléguée Régionale).

### UFR de pharmacie
La faculté des sciences pharmaceutiques et biologiques (ou faculté de pharmacie) de Lille II est l'héritière de la faculté mixte de médecine et de pharmacie créée en 1874. Henri Lotar fut le premier titulaire de la chaire de pharmacie créée en 1881 (on peut voir le mobilier et divers objets de son officine au musée de la faculté de pharmacie). La dichotomie s'ébauche en 1970, lors de la création de l'université de Lille II, avec la constitution d'une UER de pharmacie, qui devient autonome en décembre 1980, lors du regroupement des UER médicales au sein de la faculté de médecine.
En 2017 elle se trouve près du CHRU de Lille, rue du Professeur-Laguesse, en compagnie du SFP de Lille II (Service commun de formation permanente). Son doyen est le professeur Damien Cuny depuis 2015.
Les effectifs : une centaine d'enseignants-chercheurs pour 2000 étudiants
L'offre de formation initiale :
- Cursus des études de pharmacie
- MSBM (Maîtrise des Sciences Biologiques et Médicales)
- 10 Diplômes de 3° cycle (4 DES d'internat, 2 DESS, 1 DEA ET 2 masters, doctorat et habilitation à diriger les recherches)
- 2 DU (Santé  - Environnement, toxicologie médicale)
- 2 DEUST (TOPS, Santé-environnement)

L'offre de formation continue :
- 12 DUEC (Diplôme d'études complémentaires universitaires)
- 3 DESS.
- 2 DEUST
- 1 licence professionnelle (Diagnostic et Suivi Agri-Environnementaux)
- 1 licence professionnelle (Diagnostic et suivi agri-environnementaux)

La recherche (neuf laboratoires) :
- Parasitologie (Pr Thérèse Duriez)
- Immunologie
- Hématologie
- Biomathématique
- Physique
- Bactériologie clinique (Pr Luc Dubreuil)
- ICPAL (Institut de chimie pharmaceutique Albert-Lespagnol)
- interactions ligand-protéine
- Physiologie

### UFR d’odontologie
La faculté d'odontologie (ou faculté de chirurgie dentaire) de Lille II est d'abord liée à l'histoire de la faculté de médecine, au sein de laquelle est autorisé l'enseignement dentaire, le 30 novembre 1903, grâce au docteur Abel Caumartin. Lille devient ainsi la seconde ville, après Nancy, à posséder un tel enseignement. L'Institut de stomatologie, finalement ouvert en 1935, boulevard Paul-Painlevé, et détruit en 1944, est reconstruit en 1965 place de Verdun près du centre hospitalier (dont il occupe toujours l'emplacement en 2017), avant de devenir également un centre de soins et d'être érigé en UER en 1970, sous la direction du professeur Marcel Lemaire, prothésiste réputé. 
L'offre de formation :
- Cursus des études de chirurgien dentiste
- 3e cycle  : 3 DU (orthopédie dento-faciale et d'orthodontiste, de parodontologie, d'occlusodontologie et de réhabilitation orale fonctionnelle, d'occlusodontologie et d'ostéopathie); 2 Certificats d'études supérieures (d'orthopédie dento-faciale, d'odontologie chirurgicale); Certificat d'études cliniques spéciales mention orthodontie.
- Internat.

La recherche (huit laboratoires) :
- Physiopathologie des Maladies Osseuses et Inflammatoires EA4490 (dir. : Guillaume Penel)
- Biologie buccale (Doc. Marc Dangleterre)
- Morphogenèse céphalique et Prévention (Pr. Pierre Lafforgue)
- Biologie du parodonte (Pr Elizabeth Delcourt-Debruyne)
- Morphologie cranio-faciale (Pr Arlette Doual-Bisser)
- Physiologie mandibulaire appliquée (Pr Pierre-Hubert Dupas)
- Technologie des biomatériaux dentaires (Dr Pascal Behin)
- Laboratoire d'Anatomie buccodentaire (Pr Jean-Claude Libersa)

### UFR du Sport
En 2017, la faculté des sciences du sport et de l'éducation physique de Lille II est la plus récente composante facultaire. Elle se situe sur la commune de Ronchin, au sud de Lille. Elle assure la formation des enseignants en éducation physique et sportive. Elle dispose notamment d'un grand stade, d'un gymnase et d'une piscine couverte. Son directeur est Guillaume Penel.
Les effectifs : Plus de 80 personnels (dont 60 enseignants) pour environ 2000 étudiants.
L'offre de formation : Parallèlement à une formation académique déclinée sous la forme du système LMD, les formations ont été professionnalisées afin de répondre au marché de l'emploi dans les domaines de l’enseignement et des activités physiques, sportives, artistiques et de loisirs. Quatre filières spécialisées (entraînement sportif, management du sport, activités physiques adaptées, éducation et motricité) sont proposées et des diplômes professionnels (un DEUST « encadrement et animation des APS » et une licence professionnelle « Management des Associations Sportives ») sont proposés.
La recherche : trois laboratoires couvrent les domaines des sciences de la vie et de la santé, ainsi que des sciences sociales et sciences de l’intervention : 
- Laboratoire d’Études de la Motricité Humaine (Serge Berthoin);
- Laboratoire Sport Identité Culture (Claude Sobry);
- Laboratoire Éducation et Intervention (Béatrice Carne).

L'université de Lille II déclarait ainsi d'être l'une des plus sportives de France (à noter que le sport est obligatoire en première année de médecine ou de droit). Une Association sportive facultaire, affiliée à la Fédération française du sport universitaire, regroupait d'ailleurs 825 licenciés (au 31 janvier 2005).

### Service de formation permanente
En 2017, le service commun de formation permanente (SFP) de Lille II, (ex-IUFP), est implanté sur la même aire que la faculté de pharmacie. Son directeur est M. Larbi Ait Hennani.
Le SFP ne résume pas toute l'offre de formation continue de Lille II. Il faut notamment y ajouter celle propres aux facultés de droit, de médecine et de pharmacie. 
L'offre de formation du SFP couvre un large spectre, y compris la préparation aux concours des écoles sanitaires et/ou sociales; le SFP s'adapte à la demande :
- Licence d'administration publique.
- Master d'administration publique 1 et 2
- Master 2 Administration Pénitentiaire
- Préparation à la méthodologie des concours administratifs
- Préparation externe aux concours administratifs de catégorie B
- Préparation interne aux concours administratifs
- Mastère spécialisé en Drug design
- DU Techniques d'élaboration et d'analyse de biomolécules
- Master spécialisé conception du médicament
- Diplôme d'État I.C.H., sous le contrôle et avec homologation de l'ICH de Paris et délivré par l'ICH de Paris.
- Certificat d'études juridiques immobilières, délivré par l'ICH de Paris.
- Diplôme d'Université I.C.E.U. délivré par l'Université du Droit et de la Santé
- Diplôme ICH.
- Certificat d'études juridiques immobilières
- Diplôme ICEU
- Licence en Droit
- Licence en Administration économique et sociale
- Master Droit 1re année (en 2 ans)
- Les Masters professionnels Droit
- Les Masters professionnels Science politique
- DU Droit du Travail
- DU Droit des Assurances
- DU Propriété industrielle & technologies nouvelles
- DU de Fiscalité & Comptabilité
- DU Intervention dans le champ social
- DU d'Études juridiques françaises pour Étudiants Étrangers
- Licence de gestion, administration des affaires
- Licence Professionnelle Banque (en alternance)
- Master  Sciences de Gestion Administration des Affaires 1 et 2
- DU Podologie Appliquée au Sport
- DU Kinésithérapie du Sport
- Formation à la fonction de Cadres Supérieurs des services Médicaux et Médicaux Techniques Hospitalier Publics et Privés
- Certificat de Capacité des Personnels Techniques des Laboratoires d’analyses Médicales pour Effectuer des prélèvements Sanguins
- Séminaire de Formation et de Perfectionnement L’infirmière face aux Situation d’Urgences chez l’enfant.
- Séminaire Sécurité Transfusionnelle et Hémovigilance
- Diplôme de Nutrition et Alimentation chez la Personne Âgée
- Préparation au concours d’Admission Écoles Paramédicales Infirmiers, Aides-soignants et Auxiliaires de puériculture
- Préparation au concours d’Admission Écoles Sociales
- Préparation au concours d’Admission Écoles d’Orthophonie
- DU - Méthodologie et Didactique de l’Éducation Physique et Sportive
- DU - Préparation Physique des Sports d’Équipe
- Licence professionnelle Gestion des ressources humaines : assistant ressources humaines
- Séminaire Sensibilisation aux Techniques Sophrologiques
- A.E.U.C. de Sophrologie
- DU de Sophrologie

### Instituts de Lille-II

#### Institut de Préparation à l'administration générale (IPAG)
Rattaché à la faculté de droit, l'IPAG prépare les étudiants aux différents concours de la fonction publique par le biais de formations diplômantes ou non. Les concours préparés sont ceux des Instituts régionaux d'administration (IRA), l'EHESP, le concours d'inspecteur des impôts ou encore les concours des douanes.

#### Institut des Sciences du Travail (IST)
L'Institut des Sciences du Travail a été créé dans les années 1950.

#### Institut de Formation de Psychomotriciens
L’Institut de Formation de Psychomotriciens (IFP) est un établissement agréé par le Ministère du Travail et de la Santé & le Ministère de l’Enseignement Supérieur et de la Recherche, en convention avec l’Université de LILLE 2, en gestion autonome et subventionné par le Conseil Régional.

## Personnalités liées à l'université

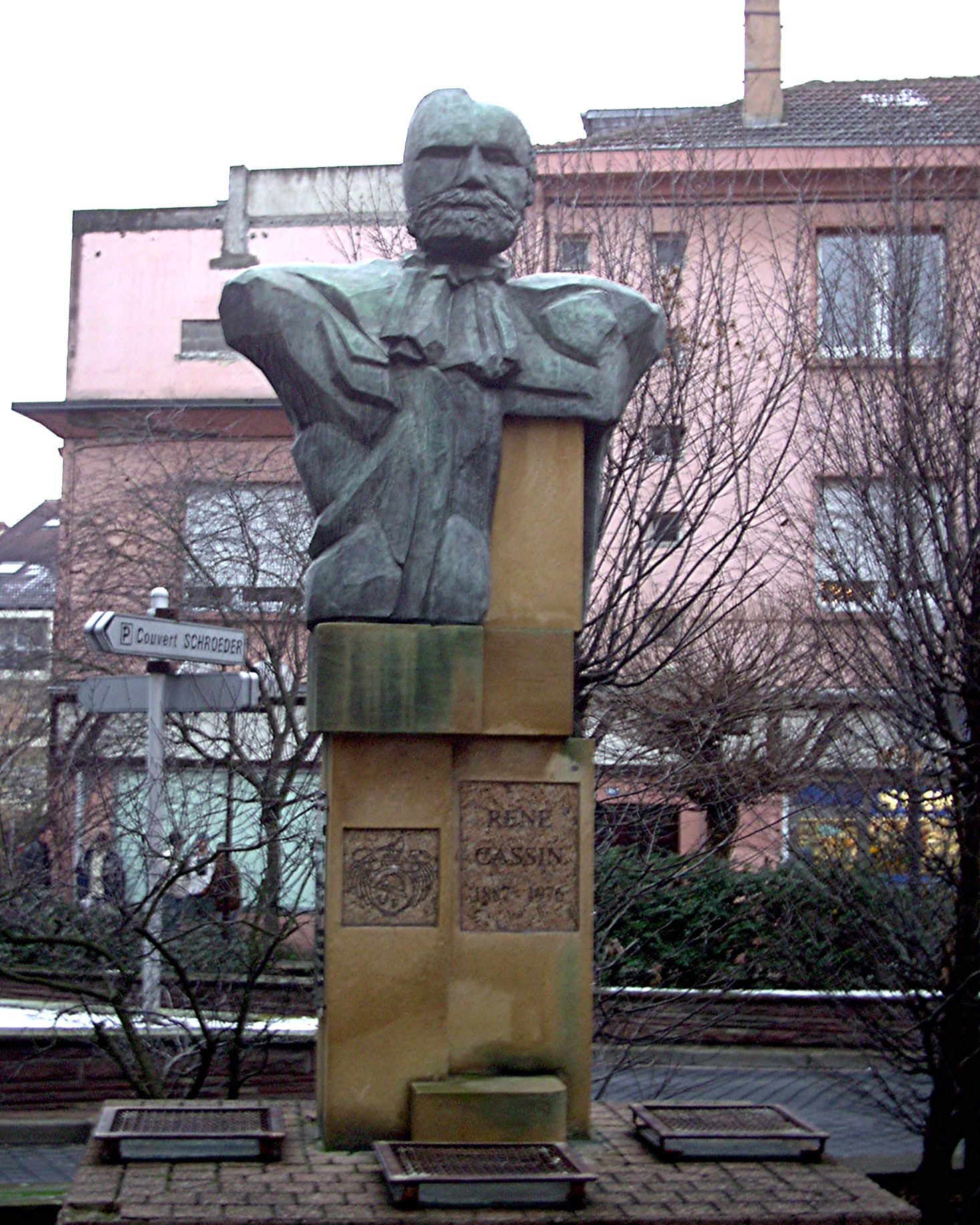
Buste de René Cassin.

### Enseignants
Dans l'ordre chronologique : 
- René Cassin (prix Nobel) (1887 - 1976) fut professeur à l'université de Lille de 1920 à 1929.
- Paul Duez (1888-1947) était juriste.
- Claude Huriez (1907 - 1984) fut professeur de médecine à Lille et titulaire de la chaire de dermatologie.
- Guy Debeyre (1911 - 1998) fut professeur de droit à l'Université de Lille, puis recteur d'académie de Lille et homme politique.
- Monique Capron (1947 -) est professeure d'immunologie à la faculté des sciences pharmaceutiques depuis 1993.
- Régis Courtecuisse (1956 -), mycologue réputé, est professeur à la

### Étudiants
Dans l'ordre chronologique : 
- Daniel Vincent (1874 - 1946), homme politique
- Guy Debeyre (1911 - 1998), professeur de droit, puis recteur d'académie de Lille et homme politique
- Monique Capron (1947 -), pharmacienne, obtient son doctorat à l'université de Lille en 1974 avant d'y devenir praticienne hospitalière puis professeur.
- Régis Courtecuisse (1956 -), mycologue réputé, docteur en pharmacologie de l'université Lille 2 et docteur en science de l'université Paris XI (Orsay)
- Claire Mounier-Vehier (1962-), cardiologue, présidente de la FFC.
- Jean-Yves Moyart (1967-2021), avocat blogueur
- Frédéric Nihous (1967 -), homme politique français
- Angela Behelle (1971 -), romancière
- Iris Mittenaere (1993 -), Miss France 2016 puis Miss Univers 2016
- Patrick Kanner (1957 -), Ministre de la Ville, de la Jeunesse et des Sports (Gouvernement Valls II et Cazeneuve)
- Maëlle Philippe, athlète française

## Vie étudiante

### Évolution démographique
Évolution démographique de la population universitaire 

| 2000   | 2001   | 2002   | 2003   | 2004   | 2005   | 2006   | 2007   |
| ------ | ------ | ------ | ------ | ------ | ------ | ------ | ------ |
| 19 902 | 18 822 | 19 419 | 20 561 | 21 796 | 23 017 | 22 803 | 24 419 |

| 2008   | 2009   | 2010   | 2011   | 2012   | 2013   | 2014   | 2015   |
| ------ | ------ | ------ | ------ | ------ | ------ | ------ | ------ |
| 24 651 | 25 096 | 24 524 | 25 095 | 25 677 | 26 264 | 26 497 | 27 622 |

| 2016   | - | - | - | - | - | - | - |
| ------ | - | - | - | - | - | - | - |
| 26 913 | - | - | - | - | - | - | - |

### Sociologie des étudiants
Les étudiants de l'université Lille-II étaient principalement des habitants de la région. On trouvait aussi un certain nombre d'étudiants originaires d'autres régions de France, particulièrement pour les plus hauts diplômes (masters, doctorats). De nombreux étrangers suivaient des cours à Lille-II en dehors des programmes d'échanges.